# Terpandre
Terpandre (en grec ancien Τέρπανδρος / Térpandros) est un musicien et poète natif de Lesbos, qui fleurit vers le milieu du VIIe siècle av. J.-C.
La chronique de Paros en fait un natif de l'île grecque de Lesbos, terre traditionnelle de la monodie dite éolienne. Plutarque en fait le plus grand citharède de son temps. Selon la tradition, il ajoute trois cordes à la lyre, qui jusque-là n'en avait que quatre. Dans l'un de ses fragments, il s'exclame ainsi : « Pour te plaire, [ô déesse !] nous renoncerons désormais aux accents de notre lyre tétrachorde et ne chanterons plus tes louanges qu'en nous accompagnant des sept cordes de la lyre nouvelle. » Suivant une autre tradition, il ajoute une corde à l'instrument et s'attire les foudres des éphores spartiates, réticents à toute innovation : sa lyre est clouée au mur.
Il compose des nomes citharédiques, c'est-à-dire des chants accompagnés de la lyre et leur donne une nomenclature. Il est également l'auteur de préludes (proooimia) citharédiques, une forme parente de celle du nome.
Philodème de Gadara note que son style plaît au jury des concours. En effet, Terpandre est vainqueur quatre fois de suite aux Jeux pythiques et remporte les Karneia à Sparte. Dans cette même cité, il réussit, dit-on, à apaiser une crise (stasis) par ses chants.
Son œuvre a disparu à l'exception de quelques fragments, dont beaucoup sont contestés.